# 다큐 오늘
다큐 오늘은 한국교육방송공사의 교육기획 다큐멘터리 프로그램이다. 주로 세계테마기행이나 한국기행,다큐프라임을 재편집해서 제작하고 있다.

## 방송 시간
| 방송 채널 | 방송 기간                           | 방송 시간                                          | 방송 분량 |
| --------- | ----------------------------------- | -------------------------------------------------- | --------- |
| EBS 1TV   | 2014년 3월 3일 ~ 2014년 8월 27일    | 매주 월요일 ~ 수요일 저녁 8시 40분 ~ 저녁 8시 50분 | 10분      |
| EBS 1TV   | 2014년 9월 1일 ~ 2016년 8월 25일    | 매주 월요일 ~ 목요일 저녁 8시 40분 ~ 저녁 8시 50분 | 10분      |
| EBS 1TV   | 2017년 11월 13일 ~ 2017년 11월 16일 | 매주 월요일 ~ 목요일 저녁 8시 40분 ~ 저녁 8시 50분 | 10분      |
| EBS 1TV   | 2016년 8월 29일 ~ 2017년 2월 24일   | 매주 평일 저녁 8시 40분 ~ 저녁 8시 50분            | 10분      |
| EBS 1TV   | 2017년 8월 28일 ~ 2017년 11월 10일  | 매주 평일 저녁 8시 40분 ~ 저녁 8시 50분            | 10분      |
| EBS 1TV   | 2017년 11월 23일 ~ 2018년 2월 23일  | 매주 평일 저녁 8시 40분 ~ 저녁 8시 50분            | 10분      |